# Herrania cuatrecasana
Herrania cuatrecasana är en malvaväxtart som beskrevs av Garc.-barr.. Herrania cuatrecasana ingår i släktet Herrania och familjen malvaväxter. Inga underarter finns listade i Catalogue of Life.